# Lago de Malvaglia
O Lago Malvaglia é um lago de barragem localizado próximo ao povoado de Malvaglia no cantão de Ticino, na Suíça. O reservatório apresenta-se com 0,19 km2. A barragem é de estrutura em abóbada e foi construída em 1959 e é operada pela Officine di Idroelettriche Blenio SA.